# Helictopleurus dorbignyi
Helictopleurus dorbignyi là một loài bọ cánh cứng trong họ Bọ hung (Scarabaeidae).